# 賴柏霖
賴柏霖（1989年11月10日—）是臺灣籃球教練、前運動員，現擔任台灣職業籃球大聯盟福爾摩沙夢想家助理教練。

## 生平
賴柏霖來自七賢國中、三民家商與明道大學，2011年10月在超級籃球聯賽新人選秀會第一輪第三順位獲得臺灣銀行青睞。2012年1月1日，賴柏霖迎來超級籃球聯賽初登板，全場3分球兩投全中拿下7分。第十季轉戰達欣工程，第十四季加盟富邦勇士，2017年休賽季褪下球衣轉任寶島夢想家助理教練，總計征戰超級籃球聯賽六個賽季以來的場均表現為2.3分、0.87助攻。2023年1月10日，賴柏霖接替凱爾·朱利爾斯執掌福爾摩沙台新夢想家兵符。7月19日，夢想家宣布由皮爾曼執掌兵符，賴柏霖回歸助理教練角色。

## 執教戰績
P. LEAGUE+
| 年度           | 球隊               | 例行賽 | 例行賽 | 例行賽 | 例行賽 | 季後賽                |
| 年度           | 球隊               | 出賽   | 勝場   | 敗場   | 勝率   | 季後賽                |
| -------------- | ------------------ | ------ | ------ | ------ | ------ | --------------------- |
| 2022年－2023年 | 福爾摩沙台新夢想家 | 27     | 14     | 13     | .519   | 季後賽1：3 敗新北國王 |
| 總計           | 總計               | 27     | 14     | 13     | .519   |                       |

## 外部連結
- 賴柏霖在Eurobasket.com（球員）（英语）
- 賴柏霖在Eurobasket.com（教練）（英语）